# ミーザ・テレトヴィッチ
ミーザ・テレトヴィッチ (Mirza Teletović 1985年9月17日 - )は、旧ユーゴスラビア出身、ボスニア・ヘルツェゴビナ国籍のプロバスケットボール選手。

## 来歴
2002年に17歳でボスニア・ヘルツェゴビナの国内リーグでプロデビュー。2004年にベルギーに渡り、BCオーステンデと契約。2005-06シーズンにはリーグ優勝を経験した。

2006-07シーズンからは、リーガACBのサスキ・バスコニアに移籍。2009年には国王杯優勝を経験した。

2012年7月12日、ブルックリン・ネッツと3年900万ドルで契約。2012-13シーズンは53試合の出場に終わったが、2013-14シーズンは72試合に出場し、平均8.6点を記録し、ベンチプレーヤーとして活躍していたが、2014-15シーズンは、1月に静脈血栓塞栓症の症状を発症していたことが発覚。1月末以降のレギュラーシーズン全試合を欠場したが、その後の治療とリハビリを経て、4月22日のプレーオフ1回戦のアトランタ・ホークス戦で復帰した。
2015年7月9日、フェニックス・サンズと1年契約を結んだ。低迷に苦しむサンズの中でシックスマンとして奮闘し、2016年4月5日のアトランタ・ホークス戦では、シーズン通算165本目の3ポイントシュートを決め、ベンチプレーヤーとしてのNBAシーズン最多記録を樹立した。
2016年7月1日、ミルウォーキー・バックスと3年3000万ドルで契約した。2018年3月10日、バックスから解雇された。その後病気なども患い、引退を余儀無くされた。

## プレースタイル
ヨーロッパ出身選手らしい典型的なストレッチ・フォー型の選手で、アウトサイドからのシュートを得意としており、NBA入り後の3ポイントシュートの成功率は40%近くの確率を誇る。一方ディフェンスの方は、ルーズボールに果敢に飛び込むなどの気迫を見せるものの、力強さに欠けるところが難点となっている。

## その他
- テレトヴィッチはモスレムで、4人の子供がいる。

## ボスニア・ヘルツェゴビナ代表
2003年にボスニア・ヘルツェゴビナ代表に招集されて以降、欧州選手権には毎回出場している。